# Bramstedter Beeke
Die Bramstedter Beeke ist ein etwa 5,5 km langer, rechtsseitiger Nebenfluss des Finkenbaches. Sie fließt ausschließlich im nordöstlichen Bereich der niedersächsischen Stadt Bassum.
Die Quelle der Beeke liegt zwischen Röllinghausen und dem Waldgebiet Gattau, sie fließt in nördlicher Richtung durch den Bassumer Stadtteil Bramstedt, unterquert die DB-Strecke Bremen-Osnabrück und die L 333 und mündet bei Högenhausen in den Finkenbach.